# Daňkov
Zámek Daňkov (dříve Dvůr Gutštejn) leží jihovýchodně od vsi Okrouhlé Hradiště na cestě k zřícenině hradu Gutštejn. Od 3. května 1958 je kulturní památkou.

## Historie
Původně stál na místě zámku poplužní dvůr, jenž je poprvé zmiňován roku 1549 v kupní smlouvě Hanuše Elbognara z Dolejšího Schönfeldu, který ho připojil ke svému bezdružickému panství. Náležel k nedalekému hradu Gutštejnu a plnil funkci jeho hospodářského zázemí. Avšak již v roce 1564 byl prodán Jáchymovi ze Švamberka, jehož rod o něj během zmatků třicetileté války přišel.
Jako vlastníci se vystřídali rodu Stadionů, Gertruda z Berlepsche, Marie Magdalena z Donína, Johann Christopher Ferdinand z Heusenstammu a ze Stahrenbergu, Marie Eliška z Heusenstammu a Marie Kateřina Rogendorfová z Heissensteinu. Dvůr pak přešel do majetku Maxmiliána Karla z Löwenstein-Wertheimu, jehož potomci zde roku 1816 založili dančí oboru o přibližně 400 hektarech a o další čtyři roky později započali se stavbou zámečku pro potřeby panstva při lovech, který zdobí výrazná pětiboká věž. Roku 1879 došlo k poslední přestavbě objektu.
V roce 1945 byl zámek na základě Benešových dekretů zkonfiskován a přešel do správy státního statku. Došlo k jeho adaptaci pro zemědělské potřeby, čímž byl zásadně poškozen. Po roce 1989 se zámek stal součástí náhradních restitucí a přešel do soukromého vlastnictví.

## Popis
Zámeček je tvořen jednopatrovým objektem s jihozápadní polygonální věží, jehož přízemí je zaklenuté a patro plochostropé. Dle plánů Francoise Verlyho zde měla vzniknout dvoupatrová budova na půdorysu písmene V s ústřední halou, prostupující dvě patra. Mělo dojít o k úpravě toku potoka Hadovky, nacházejícího se uvnitř plánovaného zámeckého parku.
Ze západu na zámeckou budovu navazují kůlny. V severovýchodní části dvora se nacházejí chlévy, k nimž z jižní strany přiléhá bývalé šafářství.